# Brian Connolly
Brian Francis Connolly (Govanhill, 5 oktober 1945 – Slough, 10 februari 1997) was een Schotse rocksinger-songwiter, toetsenist, gitarist en acteur. Hij werd bekend als zanger van de glamrockband The Sweet.

## Biografie
Connolly werd in 1945 geboren in Govanhill, Glasgow. De identiteit van zijn vader werd nooit openbaar gemaakt en zijn moeder Frances Connolly was een tiener-serveerster, die hem als kind in een ziekenhuis in Glasgow achterliet, terwijl hij mogelijk leed aan meningitis. Connolly werd vanaf 2-jarige leeftijd opgevoed door Jim en Helen McManus uit Blantyre en nam hun familienaam aan. Nadat hij per toeval zijn afkomst had ontdekt, keerde hij uiteindelijk terug naar de naam Connolly. Connolly was de stiefbroer van hoofdrolspeler Mark McManus uit de politieserie Taggart. In een radio-interview meldde Connolly dat zingen een groot deel was van zijn opgroeien, omdat er geen televisie was en hij regelmatig werd geroepen om te zingen voor familie en vrienden. Connolly noemde de Everly Brothers als zijn vroegste muzikale invloed.
Op 12-jarige leeftijd verhuisde Connolly naar Harefield, Groot-London, waar hij de plaatselijke middelbare moderne school bezocht. In zijn tienerjaren trad hij toe tot de koopvaardij en liet in dienst bij de marine een tijgerkop op zijn rechterarm tatoeëren. Na ontslag bij de koopvaardij in 1963 keerde hij terug naar Harefield en speelde in een aantal lokale bands, waaronder Generation X, van midden 1965 tot ongeveer oktober 1966. De band nam vier nummers op, maar deze werden niet commercieel uitgebracht. De bezetting bestond uit Connolly op zang, Chris Eldridge en Lee Mordecai op gitaar, Mark Conway (bas) en drummer Martin Lass. Connolly verving uiteindelijk zanger Ian Gillan (later van Deep Purple) in de band Wainwright's Gentlemen, waar ook drummer Mick Tucker speelde. Tucker en Connolly verlieten eind 1967 Wainwright's Gentlemen en rekruteerden gitarist Frank Torpey en bassist Steve Priest en noemden hun nieuwe band The Sweetshop.
Aan de vooravond van het uitbrengen van hun debuutsingle Slow Motion in juli 1968, verkortte de band de naam tot The Sweet. Ze namen nog eens drie niet-succesvolle singles op. Andy Scott kwam eind 1970 bij de bezetting, net voor het uitbrengen van hun eerste hitsingle Funny, Funny. Hierna werd Connolly in de schijnwerpers gezet, met veel optredens bij Top of the Pops, met de andere leden van The Sweet. In 1974 werd Connolly zwaar geslagen na het verlaten van een nachtclub in Staines, waarbij hij verschillende trappen op zijn keel kreeg, waardoor hij enige tijd niet kon zingen en permanent een deel van zijn stembereik verloor. Deze gebeurtenis betekende ook dat de band het optreden van The Who op Charlton Athletic FC miste. Verschillende nummers op het album Sweet Fanny Adams moesten door andere leden van de band worden gezongen.
Naarmate de tijd vorderde, ontwikkelden zich problemen tussen Connolly en andere leden van Sweet en hij zou merken dat de band hem uitsloot van beslissingen. Brian ontwikkelde halverwege de jaren 1970 een aanzienlijk probleem met alcoholisme. In 1977, toen er geen tournees werden ondernomen en twee van Sweets meest succesvolle albums werden opgenomen, werd de machtsstrijd binnen de band nog duidelijker. Brians alcoholmisbruik bracht zijn rol bij de band verder in het gedrang toen zijn stem de impact in opnamen en op het podium begon te tonen, tijdens de Amerikaanse tournee van The Sweet in 1978. Hij speelde zijn laatste Britse show met de klassieke Sweet bezetting in Hammersmith Odeon in Londen op 24 februari 1978. Zijn laatste live optreden met de band was in juli 1978 in Florida, toen ze Alice Cooper ondersteunden. Zijn vertrek werd pas in maart 1979 openbaar gemaakt.
Na het nieuws van zijn vertrek bij The Sweet, werd Connolly geïnterviewd door het Duitse muziektijdschrift Bravo, waarin hij zei dat hij vrij nam om bij zijn familie te zijn en een nieuwe muzikale richting (boerse rock) overwoog. Halverwege tot eind 1979 had hij met hulp van vriend en producent Mick Angus een paar nieuwe nummers opgenomen in de Chipping Norton Recording Studios in Oxfordshire. Een van de nummers Take Away The Music werd het volgende jaar opnieuw opgenomen met de toenmalige Polydor Records-producent Pip Williams in de Marquee Studios in Londen. Ook in 1979 was Connolly's eerste grote optreden sinds het verlaten van The Sweet, tijdens het Bravo Super Disco '79 evenement, dat op 22 juni werd gehouden in de Olympiahalle in München. Tienduizend mensen hoorden Connolly een voorproefje geven van zijn eerste solo Polydor single Take Away The Music. Het werd uitgegeven als Connolly's eerste solo-single in 1980 door Polydor. Deze single staat ook op het Polydor Germany High Life verzamelalbum uit 1980.
In 1981 werd Connolly met een opgeblazen gevoel in het ziekenhuis opgenomen en kreeg hij meerdere hartaanvallen. Zijn gezondheid werd permanent aangetast door eenzijdige, linker verlamming, die later zou uitgroeien tot aandoening van het zenuwstelsel. Deze problemen hielden hoogstwaarschijnlijk verband met Connolly's overmatig alcoholgebruik en zwaar roken, in combinatie met voorgeschreven diuretica. Connolly's volgende publicatie was Don't You Know A Lady, gecomponeerd door Roger Greenaway en werd ook kort na Connolly's publicatie opgenomen door de Britse vierkoppige band Brooks. Wederom had het nummer geen impact. In 1982, met het aflopen van zijn Polydor-contract, tekende Connolly bij het Franse onafhankelijke label Carrere Records. Carrere bracht vervolgens de hardrock-single Hypnotized uit, geschreven door Joe Lynn Turner. Een Fandango-cover, het nummer werd in Europa uitgebracht met brede distributie door RCA Records, maar kon zich niet plaatsen in de hitlijsten. Gedurende deze tijd nam Connolly een tiental nieuwe nummers op. Het oorspronkelijke plan was om in augustus 1983 een voltooid album uit te brengen, maar dit is nooit uitgekomen.
In januari 1983 ondersteunde Connolly Pat Benatar voor drie shows, waaronder een in de Hammersmith Odeon in Londen. Connolly's Encore omvatte de meeste leden van Verity (geleid door ex-Argentijnse gitarist John Verity) en Terry Uttley, bassist van Smokie. Nummers die werden gespeeld waren onder meer Windy City, Fox on the Run, Hypnotized en de nieuwe nummers Sick and Tired, Red Hair Rage en Burning The Candle. Deze drie nummers zijn beschikbaar op een bootleg 7" single en cd. De band en Connolly speelden ook twee andere data voor de Benatar tourmee in Birmingham en Newcastle. De Inland Revenue bediende Connolly en de andere leden van The Sweet met een belastingaanslag van miljoenen dollars voor het inkomen verdiend uit hun hitrecords. Connolly verkocht zijn huis om zijn deel van de belastingaanslag te betalen.
Vanaf begin 1984 toerde Connolly met zijn band, ondanks de steeds terugkerende slechte gezondheid, nu onder de naam The New Sweet door het Verenigd Koninkrijk en Europa. Zijn meest succesvolle concerten waren jaarlijkse optredens in de Bondsrepubliek Duitsland, voor en na de hereniging van Duitsland. Hij bezocht andere landen, waaronder Denemarken en bleef sporadisch optreden in het Verenigd Koninkrijk. Connolly was naar verluidt gestopt met drinken in 1985, maar verliet zijn vrouw Marilyn en scheidde in 1986. In 1987 ontmoette Connolly opnieuw Frank Torpey, de oorspronkelijke Sweet-leadgitarist van 1968 tot 1969. Volgens Torpey zocht Connolly een Duits platencontract. Torpey nodigde Connolly vervolgens uit om samen met hem de opnamestudio in te gaan, als een informeel project. Connolly kwam erg laat opdagen en het nummer Sharontina werd wel opgenomen, maar zou pas worden uitgebracht op Torpey's album Sweeter in 1998.
In 1988 herenigde Connolly zich in Los Angeles met de voormalige bandleden Mick Tucker, Steve Priest en Andy Scott om studioversies van Action en The Ballroom Blitz te herbewerken. Dit zou een proefreeks zijn om te zien of een volledige reünie en een nieuw album konden worden geregeld voor het Amerikaanse MCA Records. De door Chapman geproduceerde reünie liep snel vast vanwege problemen met de stem van Connolly, die terugkeerde naar The New Sweet. In 1990 herenigde hij zich met de originele Sweet-bezetting voor de promotie van een muziekvideo-documentaire in Londen bij Tower Records.
In juli 1990 waren er plannen gemaakt voor Connolly en zijn band om door Australië te toeren. Een aantal data was gepland, de tournee startte in Adelaide en ging door in november. Tijdens de zeer lange vlucht naar Australië had Connolly's gezondheid echter geleden en werd hij tijdelijk opgenomen in het Adelaide Hospital, zogenaamd vanwege uitdroging en aanverwante problemen. De rest van de band speelde zonder hem een show in Adelaide om de wachtende fans niet teleur te stellen. Na verschillende andere shows, waaronder een in het Dingley Powerhouse, speelden Connolly en de band de laatste Australische datum van de tournee in het Old Greek Theatre in Melbourne. Men voelde toen dat Connolly's gezondheid voldoende reden was om de tournee niet te verlengen en sommige van de later geplande data werden opgegeven. Connolly ging terug naar Engeland en zijn band verscheen op 18 december 1990 in The Bob Downe Christmas Show.
Begin jaren 1990 speelde Connolly met zijn band op het Europese oldiescircuit en af en toe buitenfestivals in Europa. De plannen leden een kleine tegenslag op 22 maart 1992, toen tijdens een optreden in het Bristol Hippodrome, met Mud, een hoogwaardige bandrecorder uit het busje van de band werd gestolen. Het bevatte demo's van vier nieuwe nummers, in totaal ongeveer 20 mixen. Er bleven juridische problemen bestaan over het gebruik van de Sweet-naam tussen Connolly en Andy Scott. In een soort wapenstilstand kwamen beide partijen overeen de naam van hun groep te onderscheiden om promotors en fans te helpen. The New Sweet werd Brian Connolly's Sweet en Andy Scotts versie werd Andy Scotts Sweet. Connolly en zijn band bleven toeren, zowel in het Verenigd Koninkrijk als in Europa. In 1994 speelden Connolly en zijn band in Dubai. Hij verscheen in het Galleria Theatre, Hyatt Regency. Hij trad ook op in Bahrein. Tegen die tijd had Connolly de geschillen met Steve Priest en Mick Tucker bijgelegd en werd hij uitgenodigd voor de bruiloft van Priests oudste dochter Lisa. Bij de privé-plechtigheid, waarvoor Priest speciaal terugvloog naar Engeland, traden Priest en Connolly samen op.
In 1995 bracht Connolly het nieuw album Let's Go uit, ondersteund door merchandising. Zijn partner Jean, die hij een paar jaar eerder had ontmoet, baarde dat jaar een zoon. In 1995 slaagde Jean erin de biologische familie van Connolly te lokaliseren. Een tante in Ontario, Canada, onthulde dat Connolly's echte biologische moeder in 1989 was overleden. Ze vertelde hem ook dat hij een levende broer en zus had, die hij in Engeland ontmoette. Op 2 november 1996 zond het Britse televisienetwerk Channel 4 het programma Don't Don't Me This Way uit, waarin Connolly's tijd als popster met The Sweet werd onderzocht, de daaropvolgende afname van de populariteit van de band en de impact op de bandleden. De show onthulde Connolly's slechte gezondheid (en bleef roken), maar ook dat hij doorging met zijn concertdata in Butlins, waar Connolly en zijn band in het begin van de jaren 1990 een aantal keer op tournee waren geweest. Connolly's laatste concert was op 5 december 1996 in het Bristol Hippodrome, met Slade II en John Rossalls Glitter Band Experience.

## Overlijden
In januari 1997 kreeg Connolly opnieuw een hartaanval en werd hij opgenomen in Slough. Na een week in het ziekenhuis te hebben gelegen, ontsloeg hij zichzelf, maar de week daarop moest hij opnieuw worden opgenomen. Deze keer kon er weinig meer worden gedaan. Connolly stierf rond middernacht van 9/10 februari 1997 als gevolg van nierfalen, leverfalen en herhaalde hartaanvallen. Hij was 51 jaar oud. Hij werd gecremeerd na een ceremonie in de Most Holy Name Roman Catholic Church op Old Mill Road, Denham, Buckinghamshire op maandag 17 februari 1997 en zijn as werd door zijn dochters Nicola en Michelle over het water verspreid. Hij werd ook overleefd door zijn ex-vrouw Marilyn en zijn twee jaar oude zoon Brian (geboren 26 mei 1995) met vriendin Jean. Fans organiseerden op 11 oktober 1998 een herdenkingsconcert voor Brian in het Camden Palace in Londen. Er werd geld ingezameld voor een plaquette die aan Brian was gewijd in Breakspear Crematorium, Breakspear Road, Ruislip, Middlesex. Het werd op 9 februari 2000 onthuld. In 2013 nam Connolly's zoon, Brian jr., deel aan de tv-talentenjacht The X Factor. Zijn moeder Jean trouwde en woont nu bij een voormalig bandlid in Spanje.

## Bezetting
Brian Connolly Band
- Brian Connolly (leadzang, 1979–1984)
- John Verity (gitaar, 1979–1984)
- Chas Cronk (basgitaar, 1979–1982)
- Tony Fernandez (drums, percussie, 1979–1982)
- Dave Lambert (gitaar, 1979–1982)
- Brian Willoughby (gitaar, 1979–1982)
- Clive Barrett (gitaar, 1982–1984)
- Steve Rodford (drums, percussie, 1982–1984)
- Terry Uttley (basgitaar, 1982–1984)

The New Sweet/Brian Connolly's Sweet
- Brian Connolly (leadzang, 1984–1997)
- Phil Ridden (drums, percussie, 1984–1986, 1993)
- Brian Rawson (gitaar, 1984)
- Geoff Roots (basgitaar, 1984)
- Gary Farmer (basgitaar, 1984–1990, 1990–1993)
- Steve Turner (gitaar, 1984–1990, 1990–1993)
- Michael Williams (gitaar, 1984–1990, 1990–1992)
- Steve Berry (basgitaar, 1990)
- Neale Haywood (gitaar, 1990)
- Martin Saunders (drums, 1990)
- Dave Farmer (drums, percussie, 1990–1993, 1994–1996)
- Steve Mulvey (keyboards, 1993–1997)
- Bjorn Hurrel (basgitaar, 1993–1994)
- Mel Johnson (gitaar, 1993–1994)
- Glenn Williams (gitaar, 1994–1997)
- Martin Cook (basgitaar, 1994–1995)
- Drew Murphy (drums, percussie, 1994–1995)
- Dave Glover (basgitaar, 1995–1997)
- Russ Mahoney (drums, percussie, 1995–1996)
- Jeff King (drums, percussie, 1996–1997)

## Discografie

### Als Brian Connolly

#### Singles
- 1980: Take Away the Music/Alabama Man (Polydor Records)
- 1980: Don't You Know a Lady/Phone You (Polydor Records)
- 1982: Hypnotized/Fade Away (Carrere Records, RCA Records)

#### Albums
- 1986: Brian Connolly and The Sweet – Greatest Hits – nieuwe opnamen van Sweet singles (Success Records)
- 1995: Let's Go – Sweet heropnames en drie nieuwe berichten Sweet tracks (Bam Records)
- 2004: Take Away the Music – compilatie van solo singles en demo's (Malibu Records)

#### Verschijnt op
- ????: Closed (Belgische psychedelische band) – zangbegeleiding bij My Little Girl From Kentucky en Spider
- 1970: Remember December door The Paper Dolls – achtergrondzang
- 1980: High Life 20 Originele Top Hits (Polydor Germany) – bevat Take Away the Music
- 1998: Sweeter door Frank Torpey, cd-album – opvallend voor Brian Connolly's 1997 leadzang track, Sharontina – Frankie Dean Records

- Biblioteca Nacional de España: XX1638577
- Bibliothèque nationale de France: cb140383096 (data)
- Gemeinsame Normdatei: 135268206
- International Standard Name Identifier: 0000 0000 7357 5981
- Library of Congress Control Number: nb2010000205
- MusicBrainz: ca4df3d3-60b4-4557-ac24-dd72ad62af88
- Nationale Bibliotheek van Tsjechië: ola2002152277
- Nationale bibliotheek van Australië: 61516726
- Nationale en Universitaire bibliotheek Zagreb: 000066931
- Trove: 1842151
- Virtual International Authority File: 40592336
- WorldCat: E39PBJpJfMYXVRrG4bT96CCPcP